# Přebor Olomouckého kraje 2009/2010
V soubojích 19. ročníku Přeboru Olomouckého kraje 2009/10 (jedna ze skupin 5. fotbalové ligy) se utkalo 16 týmů každý s každým dvoukolovým systémem podzim–jaro. Tento ročník začal v sobotu 8. srpna 2009 úvodními pěti zápasy 1. kola a skončil v neděli 20. června 2010 zbývajícími dvěma zápasy odloženého 18. kola.

## Nové týmy v sezoně 2009/10
- Z Divize D 2008/09 sestoupilo do Přeboru Olomouckého kraje mužstvo FK Mohelnice-Moravičany, z Divize E 2008/09 žádné mužstvo.
- Ze skupin I. A třídy Olomouckého kraje 2008/09 postoupila mužstva TJ Sokol Štíty (vítěz skupiny A) a TJ Sokol Bělotín (vítěz skupiny B).[1]

## Konečná tabulka
Zdroj: 
| Poř. | Tým                         | Z  | V  | R | P  | VG | OG | B  |
| ---- | --------------------------- | -- | -- | - | -- | -- | -- | -- |
| 1.   | FK Mohelnice-Moravičany (S) | 30 | 20 | 5 | 5  | 70 | 32 | 65 |
| 2.   | 1. HFK Olomouc „B“          | 30 | 20 | 4 | 6  | 59 | 29 | 64 |
| 3.   | TJ Tatran Litovel           | 30 | 18 | 4 | 8  | 51 | 33 | 58 |
| 4.   | 1. FC Přerov                | 30 | 16 | 3 | 11 | 73 | 61 | 51 |
| 5.   | FK Kozlovice                | 30 | 15 | 5 | 10 | 67 | 44 | 50 |
| 6.   | FC Kralice na Hané          | 30 | 14 | 6 | 10 | 52 | 39 | 48 |
| 7.   | FK Jeseník                  | 30 | 12 | 7 | 11 | 51 | 46 | 43 |
| 8.   | FC Dolany                   | 30 | 12 | 7 | 11 | 58 | 56 | 43 |
| 9.   | TJ Sokol Ústí               | 30 | 14 | 1 | 15 | 61 | 56 | 43 |
| 10.  | TJ FC Hněvotín              | 30 | 9  | 9 | 12 | 38 | 66 | 36 |
| 11.  | FC Želatovice               | 30 | 9  | 9 | 12 | 60 | 78 | 36 |
| 12.  | TJ Sokol Určice             | 30 | 9  | 7 | 14 | 47 | 58 | 34 |
| 13.  | TJ Sokol Štíty (N)          | 30 | 9  | 7 | 14 | 54 | 53 | 34 |
| 14.  | TJ Sokol Bělotín (N)        | 30 | 7  | 4 | 19 | 39 | 74 | 25 |
| 15.  | TJ Sokol Leština            | 30 | 6  | 6 | 18 | 41 | 71 | 24 |
| 16.  | FK Šternberk                | 30 | 7  | 2 | 21 | 47 | 72 | 23 |

Poznámky:
- Z = Odehrané zápasy; V = Vítězství; R = Remízy; P = Prohry; VG = Vstřelené góly; OG = Obdržené góly; B = Body; (S) = Mužstvo sestoupivší z vyšší soutěže; (N) = Mužstvo postoupivší z nižší soutěže (nováček)

|  | Postup do Divize E 2010/11                             |
|  | Sestup do I. A třídy Olomouckého kraje – sk. A 2010/11 |
|  | Sestup do I. A třídy Olomouckého kraje – sk. B 2010/11 |